# Каменский, Александр Данилович
Александр Данилович Каменский (12 декабря 1900 — 7 ноября 1952) — советский пианист и композитор.

## Биография
Александр Данилович родился в Женеве в музыкальной семье. С раннего детства увлекался музыкой, окончив гимназию, довольно хорошо играл на фортепиано и уже сочинял.
В 1917 году поступил (до этого брал частные уроки у разных музыкантов) в Петроградскую консерваторию, занимался у Н. А. Дубасова, Ф. М. Блуменфельда. После некоторого перерыва в 1923 году Александр Данилович окончил консерваторию по классу Л. В. Николаева, у которого продолжал совершенствоваться также на академических курсах при консерватории (1926—1930). Тогда же молодой пианист брал уроки композиции у В. П. Калафати, Б. Л. Яворского и В. В. Щербачёва.
C 1919 года преподавал в учебных заведениях. В 1919—1920 годах преподаватель фортепьяно в организованных им музыкальных школах Бахмута и Луганска (Донбасс).
В 1923—1932 — в музыкальных техникумах в Петрограде.
В 1932—1934 годах Александр Данилович хранитель сектора музыкальной культуры и техники Государственного Эрмитажа.
В 1933—1937 — председатель исполнительской секции Ленинградского Союза композиторов.
С 1934 года Александр Данилович Каменский преподавал в Ленинградской консерватории (с 1945 — профессор). Среди учеников Каменского была пианистка и педагог Галина Владимировна Митчелл (р. 1930). Она оставила о Каменском воспоминания. 
А. Д. Каменскому принадлежат фортепианные транскрипции, в том числе фрагментов из опер «Князь Игорь», «Кармен», «Борис Годунов», «Сказание о невидимом граде Китеже»; «Поднятая целина» и «Тихий Дон» Дзержинского, «Лёд и сталь» Дешевова и др. Репертуар его включал редко исполненные произведения: Ф. Куперена, Ж. Ф. Рамо, Д. Скарлатти. Он впервые исполнил в СССР некоторые сочинения А. Шёнберга, И. Ф. Стравинского, Ф. Пуленка.
Музыковед В. Музалевский в своих «Записках музыканта» вспоминает:

Мало-помалу за ним утвердилась репутация лучшего истолкователя современной музыки. Всех поражала исключительная память пианиста. Чуть ли не за день-два до концерта он умудрялся выучивать любое, самое сложное сочинение. Многократно слышал я Каменского и в классическом репертуаре (Бетховен, Лист), в исполнение которого он вносил современные эмоции. Это казалось порой очень дискуссионным, но всегда было свежим, неизменно мужественным, оркестральным по силе и тембровому разнообразию фортепианной звучности. Такие качества с особой наглядностью проступали и в его трактовке Первого концерта Чайковского, а также в исполнении собственных транскрипций.
С 1941 до 1945 года Александр Данилович Каменский дал свыше 500 концертов в осаждённом Ленинграде. Каменский выступал на призывных и агитпунктах, в воинских частях и частях народного ополчения, в заводских клубах, в залах ожидания на вокзалах.
Из записок дневника А. Д. Каменского от 14 октября 1941 года:

Сегодня в Большом зале филармонии состоялся очередной симфонический концерт из произведений Чайковского. В программе увертюра «Ромео и Джульетта», Фортепианный концерт b-moll и Шестая симфония. Пройдет время, и нам самим, наверное, будет казаться, что не могла в создавшихся условиях звучать симфоническая музыка. А ведь она на самом деле звучала! Да еще как!

Говоря откровенно, когда я утром зашел на несколько минут в Большой зал порепетировать, то по-настоящему ужаснулся. В зале мороз. От прикосновения к клавишам пальцы немеют. Ну. как тут играть?… Но я сразу же решил, что сумею настроиться надлежащим образом и преодолею этот холод. Ни секунды не буду думать о нем. Выкину из головы малейшее напоминание о том, что холодно. Знаю: это возможно. Надо только очень определенно этого захотеть…
Александр Данилович Каменский умер 7 ноября 1952 года в Ленинграде, похоронен на Богословском кладбище.